# Питтман, Кей
Кей Денсон Питтман (также Ки Питман; англ. Key Denson Pittman; 12 сентября 1872, Виксберг, Миссисипи — 10 ноября 1940, Рино, Невада) — американский политический деятель, член Демократической партии США; сенатор от Невады и председатель комитета Сената США по международным отношениям. Автор «Закона Питтмана» о серебре от 1918 года (Pittman Act) и соавтор «Закона о восстановлении дикой природы Питтмана-Робертсона» от 1937 года (Pittman-Robertson Wildlife Restoration Act).

## Работы
- Colorado River conference of the Seven Colorado River Basin States upon the development of the Colorado River : held at Denver, Colorado, August 22 to September 2, 1927 : address by Key Pittman